# Trump Media & Technology Group
Trump Media & Technology Group (TMTG), также известная как T Media Tech LLC — американская консервативная медиа и технологическая компания, основанная в феврале 2021 года 45 и 47 президентом США Дональдом Трампом. Конгрессмен-республиканец Девин Нуньес объявил, что уйдет из Конгресса в декабре 2021 года и в следующем месяце станет генеральным директором организации.
20 октября 2021 года TMTG и Digital World Acquisition Corp. (DWAC), публично торгуемый SPAC, объявили, что они заключили окончательное соглашение о слиянии, которое объединит две компании, что позволит TMTG стать публичной компанией. DWAC был создан с помощью ARC Capital, шанхайской фирмы, специализирующейся на листинге китайских компаний на американских фондовых рынках.
Объявленные будущие предложения компании включают социальную сеть (Truth Social) и программирование по запросу (TMTG+). Группа планирует предложить альтернативные средства массовой информации, чтобы бросить вызов традиционным социальным сетям, таким как Facebook, YouTube и Twitter, и может привлечь в свою сеть в основном консервативные онлайн-точки зрения. Уже известные социальные сети ранее закрывали публичные страницы президента Трампа со своих платформ.
SPAC структурированы таким образом, что они сначала продают акции общественности, а затем привлекают средства от инвесторов для последующего приобретения частной компании, личность которой SPAC или ее инвесторы не могут знать заранее. Некоторые инвесторы были удивлены, узнав, что их инвестиционные деньги использовались для финансирования компании Трампа. SPAC давно имеют сомнительную репутацию, потому что они могут предоставить компаниям доступ к открытым рынкам, который в противном случае был бы затруднен из-за плохой репутации или ее отсутствия.
Российское издание The Insider сообщило через несколько дней после объявления о сделке с TMTG, что к марту основатель Digital World Acquisition Corp. SPAC, банкир из Майами Патрик Орландо, обсуждал сделку с Трампом. О создании SPAC было объявлено в мае, а в сентябре оно было обнародовано. The Times сообщил, что к лету 2021 года аффилированные с TMTG люди сообщали инвесторам с Уолл-стрит, что компания приближается к сделке по слиянию с SPAC. DWAC специально не назывался, но, если речь шла о SPAC, это могло обойти законы о ценных бумагах и правила фондовой биржи, поскольку SPAC не разрешается иметь в виду целевую компанию до выхода на биржу. Трамп и Орландо первоначально обсуждали сделку через другой SPAC Орландо, который уже был публично продан, но он был сочтен слишком маленьким для сделки Трампа. Некоторые банкиры сообщили Times, что, поскольку обсуждение сделки началось, когда рассматривался первый SPAC, что было бы правильным, можно было бы привести аргумент, что обсуждения не проводились после того, как SPAC был сформирован, что было бы неправильно. DWAC указано в трех проспектахчто у него не было «каких-либо существенных обсуждений, прямо или косвенно, с какой-либо целью объединения бизнеса».
В декабре 2021 года TMTG заявила, что привлекла 1 миллиард долларов частных инвестиций в государственный акционерный капитал (PIPE). Инвесторы неизвестны. Financial Times сообщила, что ожидаемые доходы от ТРУБЫ и финансирования SPAC к TMTG будут 1250000000 $.
DWAC сообщил в нормативной документации от декабря 2021 года, что Комиссия по ценным бумагам и биржам и Служба регулирования отрасли финансовых услуг неделями ранее запросили у него информацию о торговле акциями и связи с TMTG до объявления их сделки.
14 декабря 2021 года TMTG объявила, что она заключила «широкое соглашение о технологиях и облачных услугах» с Rumble, и что Rumble будет управлять частью социальной сети TRUTH, а также TMTG+.